# Вино з кульбабок (фільм, 1997)
«Вино з кульбаб» («Тяжіння сонця») — чотирьохсерійний телевізійний художній фільм 1997 року за мотивами однойменного роману Рея Бредбері.
Остання робота в кіно актора Інокентія Смоктуновського (помер до завершення роботи над фільмом, його роль — полковник Фрійлі — була озвучена Сергієм Безруковим).

## Сюжет
Дія фільму розгортається в середині XX століття в невеликому американському містечку. У центрі сюжету — четверо хлопчиків: брати Том, Дуглас і їхні друзі Джо і Чарлі. Дідусь і бабуся братів готують з кульбаб особливе вино, випивши яке, людина починає по-іншому сприймати світ. В результаті Том постійно бачить уві сні як він літає над загадковою країною, покритою туманом.

### Перша частина
Винахідник Лео в американській глибинці цілими днями проводить в розробці своєї «машини щастя», чим викликає гнів своєї дружини Ліни, внаслідок чого вона збирається піти з дому. Лео наполягає, щоб вона таки випробувала його машину, яку він побудував в курнику. Ліна вирішується. Вона каже: «Повинна ж я знати, про що прошу долю», — і це докорінно змінює ситуацію …

### Друга частина
Компанія хлопчаків йде до будинку, в якому колись жила ворожка «мадам Таро», де зараз під наглядом містера Мороку знаходиться гадальний автомат, який зображає її. Один з хлопчиків опускає в нього пенні, але йому випадає порожній квиток без будь-якого передбачення. Машина зламалась. Хлопчик передбачає, що їй потрібна допомога і порятунок від містера Мороку.
Друзі мріють про машину часу, а в реальному житті їх заворожують розповіді старого полковника Фрілея, який живе минулим. Його розповіді і є та «машина часу», яка переносить людей в минуле. А полковник, тим часом, з останніх сил і незважаючи на заборону, дзвонить в Мехіко своєму старому другові, щоб почути в слухавці шум міста, в якому він провів молодість.

## У ролях
- Андрій Новіков — Дуглас Сполдінг[2]
- Сергій Кузнецов — Том Сполдінг
- Віра Васильєва — бабуся Естер Сполдінг
- Володимир Зельдін — дідусь Сполдінг
- Лія Ахеджакова — Ліна Ауфмен
- Євген Герчаков — Лео Ауфмен, винахідник
- Лідія Драновський — місіс Парсонс, прабабуся
- Томас Урбшас — наречений прабабусі
- Інокентій Смоктуновський — полковник Фрійлі (озвуч. Сергій Безруков)
- Нора Грякалова — тітка Роза
- Микола Чиндяйкин — містер Морок,п'яний власник атракціонів
- Лев Перфілов — містер Джонас
- Сергій Супонєв — батько Дугласа
- Валентина Прокоф'єва — доглядальниця
- Ніна Алісова — епізод

## Знімальна група
- Автори сценарію: Ігор Апасян, Олексій Леонтьєв
- Режисер: Ігор Апасян
- Оператор-постановник: Олександр Носовський
- Художник-постановник: Сергій Карпенко
- Композитор: Шандор Каллош
- Майстер світла: Валерій Олександрович Логвінов

## Технічні дані
- Виробництво: Кіностудія «Гамаюн» (Москва) за участю кіностудії «Одіссей» (Одеса); ТОВ «Фірма-студія Благовіст».
- Художній фільм, кольоровий.
- Обмеження за віком: для будь-якої глядацької аудиторії.
- Прокатне посвідчення № 21198903 від 24.11.2003 р
- Перший показ по центральному ТБ: Телеканал «Російський Ілюзіон» 16.01.2006 — 20.01.2006
- Видання на VHS: 1 VHS, звук 2.0, PAL, видавець: «Моствідеофільм»
- Видання на DVD: 1 DVD, звук 5.1, PAL, 5-я зона, без субтитрів, видавець: «МостВідеоФільм» 2004 р.

## Нагороди
- Приз «За наймудріший фільм» (Фестиваль дитячого кіно в Артеку, 1998)
- Приз «Фільм, який би я взяв з собою в космос» (Фестиваль дитячого кіно в ВДЦ «Орлятко», 1999)
- Спеціальний приз «Золота тура» (Кінофестиваль «Вікно в Європу», Виборг, 2000)
- Приз «За кращий телевізійний фільм» (ТВ фестиваль «Євразійський телефорум», Москва, 2000)